# Madhuca decipiens
Madhuca decipiens är en tvåhjärtbladig växtart som beskrevs av James Sinclair.
Madhuca decipiens ingår i släktet Madhuca och familjen Sapotaceae. Inga underarter finns listade i Catalogue of Life.